# Согулякин
Согуля́кин — хутор в Степновском районе (муниципальном округе) Ставропольского края России.
До 16 марта 2020 года входил в состав муниципального образования «Сельское поселение Иргаклинский сельсовет».

## Варианты названия
- Согулякий[4]

## География
Расстояние до краевого центра: 237 км.
Расстояние до районного центра: 15 км.

## История
По данным переписи 1926 года в хуторе насчитывалось 30 дворов, в которых проживало 127 человек (65 мужчин и 62 женщины), из них все — русские. По состоянию на 1 октября 1929 года Согулякин входил в состав Иргаклинского сельсовета (с центром в селе Иргаклы), подчинённого Ачикулакскому району Дагестанской АССР:10. 1 февраля 1963 года Ачикулакский район был упразднён, его территория отошла к Нефтекумскому району Ставропольского края.
На 1 марта 1966 года хутор числился в составе Иргаклинского сельсовета Нефтекумского района:20. Решением крайисполкома от 5 апреля 1972 года в состав Степновского района Ставропольского края были включены: «Андреевский, Варениковский, Соломенский, Степновский сельские Советы со всеми населёнными пунктами, выделенные из состава Советского района Богдановского сельского Совета из Курского района, Иргаклинского сельского Совета из Нефтекумского района».
На 1 января 1983 года хутор Согулякин входил в состав Иргаклинского сельсовета Степновского района Ставропольского края:26.

## Население
| 1926 | 1989 | 2002 | 2010 | 2014 |
| ---- | ---- | ---- | ---- | ---- |
| 127  | ↗351 | ↘88  | ↗123 | ↘50  |

По данным переписи 2002 года в национальной структуре населения преобладают русские (76 %).

## Кладбище
В границах хутора расположено общественное закрытое кладбище.